# Baron Hives

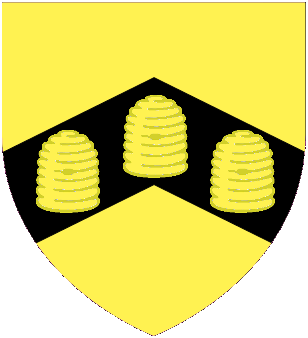
Wappen der Barone Hives

Baron Hives, of Duffield in the County of Derby, ist ein erblicher britischer Adelstitel in der Peerage of the United Kingdom.
Der Titel wurde am 7. Juli 1950 an Ernest Hives, Geschäftsführer von Rolls-Royce Ltd. verliehen.
Heutiger Titelinhaber ist seit 1997 dessen Enkel als 3. Baron.

## Liste der Barone Hives (1950)
- Ernest Hives, 1. Baron Hives (1886–1965)
- John Hives, 2. Baron Hives (1913–1997)
- Matthew Hives, 3. Baron Hives (* 1971)

Titelerbe (Heir apparent) ist der Sohn des aktuellen Titelinhabers, Hon. Henry Hives (* 2024).